# San Pablo (Bolívar)
Pour les articles homonymes, voir San Pablo.
San Pablo est une municipalité située dans le département de Bolívar, en Colombie.